# Brahetrolleborg Sogn
Brahetrolleborg Sogn er et sogn i Fåborg Provsti (Fyens Stift).
I 1800-tallet var Krarup Sogn anneks til Brahetrolleborg Sogn. Begge sogne hørte til Sallinge Herred i Svendborg Amt. Trods annekteringen var de to selvstændige sognekommuner. Ved kommunalreformen i 1970 blev  Brahetrolleborg indlemmet i Faaborg Kommune, og Krarup blev indlemmet i Ringe Kommune. Begge disse storkommuner indgik ved strukturreformen i 2007 i Faaborg-Midtfyn Kommune.
I Brahetrolleborg Sogn ligger Brahetrolleborg Kirke.
I sognet findes følgende autoriserede stednavne:
- Bernstorffsminde (bebyggelse)
- Brahetrolleborg (ejerlav, landbrugsejendom)
- Brænde Lydinge (bebyggelse, ejerlav)
- Egneborg Løkker (bebyggelse)
- Fagsted (bebyggelse, ejerlav)
- Fleninge (bebyggelse, ejerlav)
- Grønderup (bebyggelse, ejerlav)
- Gærup (bebyggelse, ejerlav)
- Gærup Skov (areal, ejerlav)
- Hammerværket (bebyggelse)
- Hellemose (bebyggelse)
- Høbbet (ejerlav, landbrugsejendom)
- Hågerup (bebyggelse, ejerlav)
- Kirkeskov Huse (bebyggelse)
- Knagelbjerg (areal, bebyggelse, ejerlav)
- Korinth (bebyggelse)
- Lammehave (areal)
- Leret (bebyggelse)
- Lydinge Gårde (bebyggelse, ejerlav)
- Mellemhaverne (bebyggelse)
- Nybo (bebyggelse, ejerlav)
- Nybygdgårde (bebyggelse, ejerlav)
- Nyløkke Huse (bebyggelse, ejerlav)
- Nøjsomhed (bebyggelse)
- Nørresø (vandareal)
- Planteheld (bebyggelse)
- Skyttegård (bebyggelse)
- Spanget (bebyggelse)
- Store Øresø (vandareal)
- Storskov (areal, ejerlav)
- Søhuse (bebyggelse)
- Sølvbjerg (bebyggelse, ejerlav)
- Øen (bebyggelse)